# ウッサーナ
ウッサーナ（イタリア語: Ussana）は、イタリア共和国サルデーニャ州南サルデーニャ県にある、人口約4,200人の基礎自治体（コムーネ）。

## 地理

### 位置・広がり

#### 隣接コムーネ
隣接するコムーネは以下の通り。
- ドノリ
- モナスティール
- ヌラーミニス
- サマッツァーイ
- セルディアーナ